# Antonio Vallori
Antonio Vallori Mateu, (Selva (Baleares); 21 de enero de 1949) es un ciclista español, profesional entre 1973 y 1976, cuyos mayores éxitos deportivos los logró en  la Vuelta a España al obtener una victoria de etapa en la edición de 1976.
Tras su retirada del ciclismo profesional fue presidente de la Federación Balear de Ciclismo.

## Palmarés
| 1973 - 1 etapa del Cinturón a Mallorca - 2º en la Vuelta a Navarra, más 2 etapas 1974 - Vuelta a Cantabria, más 1 etapa 1976 - 1 etapa en la Vuelta a España |

## Resultados en Grandes Vueltas
| Carrera | Carrera         | 1973 | 1974 | 1975 | 1976 |
| ------- | --------------- | ---- | ---- | ---- | ---- |
|         | Giro de Italia  | —    | —    | —    | —    |
|         | Tour de Francia | —    | Ab.  | —    | —    |
|         | Vuelta a España | —    | 12º  | —    | 28º  |

## Equipos
- Independiente (1973)
- La Casera-Peña Bahamontes (1974)
- Super Ser (1975)
- Novostil (1976)